# Tabanus aurisetosus
Tabanus aurisetosus är en tvåvingeart som beskrevs av Toumanoff 1950. Tabanus aurisetosus ingår i släktet Tabanus och familjen bromsar. Inga underarter finns listade i Catalogue of Life.